# José María Pardo Montero
José María Pardo Montero (Sobrado dos Monxes, província de la Corunya, 24 de setembre de 1930 - 25 d'octubre de 2015) va ser un polític gallec, diputat i senador a les Corts Espanyoles.
Va estudiar el batxillerat a Santiago de Compostel·la, en la Universitat de Santiago de Compostel·la va cursar la llicenciatura de Dret. Ha estat Diputat de la Junta de Govern de Lugo. Vocal del Patronat de la Universitat de Galícia i conselleiro d'Ordenació del Territori de la Xunta de Galícia.
A les eleccions generals espanyoles de 1977 fou elegit diputat d'UCD per la província de Lugo. A les eleccions generals espanyoles de 1979 fou escollit senador per la mateixa circumscripció, i també a les eleccions al Parlament de Galícia de 1981, on fou president de la Comissió Constitucional i d'Indústria del Parlament Gallec. També fou Conseller d'ordenació del territori, urbanisme i transports de la Xunta preautonòmica.
A les eleccions generals espanyoles de 1986 fou elegit diputat per Pontevedra d'Aliança Popular. L'11 d'abril de 1987 com a representant del Partit Liberal, constituí a Corunya a Coalició Progressista Gallega, amb Fernando García Agudín, per Coalición Galega i Enrique Marfany Oanes pel Partit Demòcrata Popular.
En 1989 va deixar la política i es dedicà a la dinamització econòmica de Lugo com a president de la Caixa Rural Galega, en què es convertí (des de 1986) la Caixa Rural de Lugo.